# 帕卡河畔什馬爾特諾
帕卡河畔什馬爾特諾（斯洛維尼亞語： 發音：[ˈʃmaːɾtnɔ ɔp ˈpaːki]），是斯洛維尼亞北部帕卡河谷下游帕卡河畔什馬爾特諾市鎮的聚居地及行政中心。當地是下施蒂里亞傳統地區的一部分，現在包含在薩維尼亞統計區中。
當地的堂區教堂是獻給聖馬丁，屬於天主教采列教區。它在1256年的書面文件中首次被提及。目前的建築可追溯到18世紀，但鐘樓中保留了一些15世紀的壁畫。

## 外部連結
- Šmartno ob Paki at Geopedia （页面存档备份，存于）